# Premi e riconoscimenti di Woody Allen
Questa è una lista dei premi e delle candidature ricevute da Woody Allen.
Nel corso della sua carriera Allen ha ricevuto un numero considerevole di premi e riconoscimenti a festival cinematografici e cerimonie di premiazioni annuali, in riconoscimento della sua opera come regista, sceneggiatore ed attore. Quando una sua pellicola viene presentata in anteprima a qualche festival, Allen ha sempre scelto di farlo come film fuori concorso, escludendola deliberatamente, quindi, dalla possibilità di essere presa in considerazione per qualche premio.

## Premi e candidature
- Premio Oscar
  - 1978 - Miglior regista per Io e Annie
  - 1978 - Migliore sceneggiatura originale per Io e Annie
  - 1978 - Candidatura al Miglior attore protagonista per Io e Annie
  - 1979 - Candidatura al miglior regista per Interiors
  - 1979 - Candidatura al migliore sceneggiatura originale per Interiors
  - 1980 - Candidatura al migliore sceneggiatura originale per Manhattan
  - 1985 - Candidatura al miglior regista per Broadway Danny Rose
  - 1985 - Candidatura al migliore sceneggiatura originale per Broadway Danny Rose
  - 1986 - Candidatura al migliore sceneggiatura originale per La rosa purpurea del Cairo
  - 1987 - Candidatura al miglior regista per Hannah e le sue sorelle
  - 1987 - Migliore sceneggiatura originale per Hannah e le sue sorelle 
  - 1988 - Candidatura al migliore sceneggiatura originale per Radio Days
  - 1990 - Candidatura al miglior regista per Crimini e misfatti
  - 1990 - Candidatura al migliore sceneggiatura originale per Crimini e misfatti
  - 1991 - Candidatura al migliore sceneggiatura originale per Alice
  - 1993 - Candidatura al migliore sceneggiatura originale per Mariti e mogli
  - 1995 - Candidatura al miglior regista per Pallottole su Broadway
  - 1995 - Candidatura al migliore sceneggiatura originale per Pallottole su Broadway
  - 1996 - Candidatura al migliore sceneggiatura originale per La dea dell'amore
  - 1998 - Candidatura al migliore sceneggiatura originale per Harry a pezzi
  - 2006 - Candidatura al migliore sceneggiatura originale per Match Point
  - 2012 - Candidatura al miglior regista per Midnight in Paris
  - 2012 - Migliore sceneggiatura originale per Midnight in Paris
  - 2014 - Candidatura al migliore sceneggiatura originale per Blue Jasmine

- Golden Globe
  - 1978 - Candidatura al miglior regista per Io e Annie
  - 1978 - Candidatura al miglior attore in un film commedia o musicale per Io e Annie
  - 1978 - Candidatura al migliore sceneggiatura per Io e Annie
  - 1979 - Candidatura al miglior regista per Interiors
  - 1979 - Candidatura al migliore sceneggiatura per Interiors
  - 1984 - Candidatura al miglior attore in un film commedia o musicale per Zelig
  - 1986 - Migliore sceneggiatura per La rosa purpurea del Cairo
  - 1987 - Candidatura al miglior regista per Hannah e le sue sorelle
  - 1987 - Candidatura al migliore sceneggiatura per Hannah e le sue sorelle
  - 2006 - Candidatura al miglior regista per Match Point
  - 2006 - Candidatura al migliore sceneggiatura per Match Point 
  - 2009 - Candidatura al migliore sceneggiatura per Vicky Cristina Barcelona
  - 2012 - Candidatura al miglior regista per Midnight in Paris
  - 2012 - Migliore sceneggiatura per Midnight in Paris
  - 2014 - Golden Globe alla carriera

- Premio BAFTA
  - 1977 - Miglior regista per Io e Annie
  - 1977 - Migliore sceneggiatura per Io e Annie 
  - 1977 - Candidatura al miglior attore protagonista per Io e Annie
  - 1979 - Candidatura al miglior regista per Manhattan
  - 1979 - Candidatura al miglior attore protagonista per Manhattan
  - 1979 - Migliore sceneggiatura per Manhattan
  - 1983 - Candidatura al migliore sceneggiatura originale per Zelig
  - 1984 - Migliore sceneggiatura originale per Broadway Danny Rose
  - 1985 - Miglior film per La rosa purpurea del Cairo
  - 1985 - Migliore sceneggiatura originale per La rosa purpurea del Cairo
  - 1986 - Candidatura al miglior film per Hannah e le sue sorelle 
  - 1986 - Miglior regista per Hannah e le sue sorelle
  - 1986 - Migliore sceneggiatura originale per Hannah e le sue sorelle
  - 1986 - Candidatura al miglior attore protagonista per Hannah e le sue sorelle
  - 1987 - Candidatura al miglior film per Radio Days
  - 1987 - Candidatura al migliore sceneggiatura originale per Radio Days
  - 1989 - Candidatura al miglior film per Crimini e misfatti
  - 1989 - Candidatura al miglior regista per Crimini e misfatti
  - 1989 - Candidatura al migliore sceneggiatura originale per Crimini e misfatti
  - 1992 - Migliore sceneggiatura originale per Mariti e mogli
  - 1994 - Candidatura al migliore sceneggiatura originale per Pallottole su Broadway
  - 1997 - Academy Fellowship
  - 2013 - Candidatura al migliore sceneggiatura originale per Blue Jasmine

- Mostra internazionale d'arte cinematografica
  - 1983 - Premio Pasinetti per Zelig 
  - 1995 - Leone d'oro alla carriera

- Festival di Cannes
  - 1985 - Premio FIPRESCI per La rosa purpurea del Cairo
  - 2002 - Palme des Palmes

- Festival internazionale del cinema di Berlino
  - 1975 - Orso d'argento per il miglior contributo artistico perAmore e guerra
  - 1975 - Premio UNICRIT per Amore e guerra

- David di Donatello
  - 1984 - Miglior attore straniero per Zelig
  - 1987 - Migliore sceneggiatura straniera per Broadway Danny Rose
  - 1987 - Migliore sceneggiatura straniera per Hannah e le sue sorelle
  - 1989 - Candidatura al miglior regista straniero per Un'altra donna
  - 1990 - Candidatura al miglior film straniero per Crimini e misfatti
  - 1990 - Candidatura al miglior regista straniero per Crimini e misfatti
  - 1990 - Candidatura al miglior attore straniero per Crimini e misfatti
  - 1990 - Migliore sceneggiatura straniera per Crimini e misfatti
  - 1992 - Candidatura al miglior film straniero per Ombre e nebbia
  - 1996 - Candidatura al miglior film straniero per La dea dell'amore
  - 1996 - Candidatura al miglior attore straniero per La dea dell'amore
  - 2006 - Miglior film dell'Unione europea per Match Point
  - 2014 - Candidatura al miglior film straniero per Blue Jasmine

- Premio César
  - 1977 - Candidatura al miglior film straniero per Io e Annie
  - 1979 - Miglior film straniero per Manhattan
  - 1985 - Miglior film straniero per La rosa purpurea del Cairo
  - 1986- Candidatura al miglior film straniero per Hannah e le sue sorelle 
  - 1991 - Candidatura al miglior film straniero per Alice
  - 1992 - Candidatura al miglior film straniero per Mariti e mogli
  - 1993 - Candidatura al miglior film straniero per Misterioso omicidio a Manhattan
  - 1996 - Candidatura al miglior film straniero per Tutti dicono I Love You
  - 2005 - Candidatura al miglior film straniero per Match Point (2005)
  - 2014 - Candidatura al miglior film straniero per Blue Jasmine

- Premio Goya
  - 2005 - Miglior film europeo per Match Point
  - 2006 - Candidatura al miglior film europeo per Scoop
  - 2012 - Candidatura al migliore sceneggiatura originale per Midnight in Paris